# Jay Blankenau
Jay Michael Blankenau (Edmonton, 27 settembre 1989) è un pallavolista canadese, palleggiatore dell'Halkbank.

## Palmarès

### Club
- Campionato olandese: 1

2015-16
- Campionato belga: 2

2017-18, 2018-19
- Campionato turco: 1

2023-24
- Coppa dei Paesi Bassi: 1

2015-16
- Coppa di Turchia: 1

2023-24
- Supercoppa olandese: 1

2015

### Premi individuali
- 2018 - Memorial Hubert Wagner: Miglior palleggiatore